# 津村美智子
津村 美智子（つむら みちこ）は、日本の脚本家。

## 脚本作品

### 映画
- GUN CRAZY - 2002年、2003年
- スーパーカブ - 2008年

### ドラマ
- MAYA 真夜中の少女

### テレビアニメ
- 名探偵コナン
- ゴルゴ13